# Peter Coyote
Peter Coyote (Nova York, 10 d'octubre de 1941), és el nom artístic de Rachmil Pinchus Ben Mosha Cohon; és un actor nord-americà, director, guionista i narrador de pel·lícules, teatre i televisió. Entre els seus treballs com a narrador destaquen la narració de la cerimònia d'obertura dels Jocs Olímpics d'Hivern de 2002 i la campanya publicitària de l'iPad d'Apple.
Algunes de les pel·lícules en les quals ha actuat són: ET, l'extraterrestre, Un camí memorable, Espècies assassines i Femme Fatale.

## Vida i carrera
Coyote va estudiar filologia a la Universitat de San Francisco. El 1965, va col·laborar amb la San Francisco Acaroni Troupe, un col·lectiu de caràcter militant, on va exercir com a escriptor, intèrpret i director teatral. Parla a més de l'anglès, el francès fluidament, però amb una mica d'accent, també una mica d'espanyol amb fort accent nord-americà. A causa d'això, en el seu film Bon Voyage, Jean-Paul Rappeneau va posar a Coyote en el paper d'un periodista anglès que treballava per als nazis. Peter Coyote té ancestres jueus sefardís i asquenazites.
Implicat activament en les lluites dels anys seixanta, l'actor es va fer membre destacat de la comunitat intel·lectual i artística de San Francisco i va participar en la fundació del grup The Diggers. El 1977, es va incorporar al Magic Theater.
Peter Coyote ha treballat amb alguns dels millors directors del cinema contemporani, entre els quals cal citar a Steven Spielberg en E.T.; film que va suposar per Coyote el punt d'inflexió cap a l'èxit i va ser per la seva interpretació d'un investigador científic.
Posteriorment va treballar amb Roman Polanski en Bitter Moon (on va fer el paper de l'escriptor estatunidenc Oscar, sumit en els excessos i la bohèmia de París, on va conèixer el cel i l'infern; i també va treballar amb Pedro Almodóvar (Kika), Bigas Lluna (DiDi Hollywood), Steven Soderbergh (Erin Brockovich), Barry Levinson (Esfera), Brian de Palma (Femme Fatale) i Sydney Pollack, entre d'altres.

## Filmografia
- ET, l'extraterrestre (E.T. the Extra-Terrestrial)) (1982)
- Stranger Kiss (1983)
- Retorn a Cross Creek (Cross Creek) (1983)
- Els trencacors (Heartbreakers) (1984)
- Al límit de la sospita (Jagged Edge) (1985)
- La llegenda de Billie Jean (The Legend of Billie Jean) (1985)
- L'Horitzó Blau (1985)
- Cor de mitjanit (Heart of Midnight) (1988)
- Esfera (Sphere) (1998)
- Indiscreta (Indiscreet) (1998)
- Capricis del destí (Random Hearts) (1999)
- Behind Enemy Lines II: Axis of Evil (2006)
- The Inside (2005) (sèrie)
- Return of the Living Dead: Rave to the Grave (2005)
- Veritats ocultes (A Little Trip to Heaven) (2005)
- Els 4400 (2004 - 2006) (sèrie)
- Return of the Living Dead: Necropolis (2005)
- Deepwater (2005)
- Commander in Chief (Sèrie de TV) (2005)
- Shadow of Fearv (2004)
- Northfork (2003)
- Bon Voyage (2003)
- The Hebrew Hammer (2003)
- Phenomenon II (TV) (2003)
- Femme Fatale (2002)
- Una passejada per recordar (A Walk to Remember) (2002)
- Jack the Dog (2001)
- A Time for Dancing (2000)
- Erin Brockovich (2000)
- Un homme amoreux (1987)
- Heart of Midnight (1988)
- A Gran Art (High Art, 1991)
- Crooked Hearts (1991)
- Bitter Moon (1992)
- Kika (1992)
- Terminal Justice (1995)
- Murder in My Mind (1996)
- Esfera (1998)
- Patch Adams (1998)
- Execution of Justice (1999)
- Random Hearts (1999)
- Route 9 (TV)
- A Murder on Shadow Mountain (1999)
- L'últim assalt (2007)
- The Lena Baker Story (2008)
- Dr. Dolittle 4: Gos presidencial (2008)
- Five Dollars a Day (2008)
- DiDi Hollywood (2010)
- This Is Not a Movie (2011)

## Premis i nominacions

### Nominacions
- 1991. Emmy al millor actor convidat en sèrie dramàtica per Road to Avonlea.